# Segunda División 1980-1981 (Spagna)
L'edizione 1980-81 della Segunda División fu il cinquantesimo campionato di calcio spagnolo di seconda divisione. Il campionato vide la partecipazione di 20 squadre raggruppate in un unico gruppo. Le prime tre della classifica furono promosse in Primera División mentre le ultime quattro furono retrocesse in Segunda División B.

## Classifica finale
|  |     | Classifica 1980-81 | Pt | G  | V  | N  | P  | GF | GS | DR  |
|  | --- | ------------------ | -- | -- | -- | -- | -- | -- | -- | --- |
|  | 1.  | Castellón          | 45 | 38 | 15 | 15 | 8  | 45 | 33 | +12 |
|  | 2.  | Cadice             | 45 | 38 | 19 | 7  | 12 | 55 | 37 | +18 |
|  | 3.  | Racing Santander   | 45 | 38 | 18 | 9  | 11 | 48 | 40 | +8  |
|  | 4.  | Elche              | 45 | 38 | 17 | 11 | 10 | 55 | 44 | +11 |
|  | 5.  | Rayo Vallecano     | 45 | 38 | 15 | 15 | 8  | 37 | 23 | +14 |
|  | 6.  | Malaga             | 42 | 38 | 14 | 14 | 10 | 47 | 45 | +2  |
|  | 7.  | Sabadell           | 42 | 38 | 16 | 10 | 12 | 45 | 44 | +1  |
|  | 8.  | Alavés             | 39 | 38 | 15 | 9  | 14 | 49 | 35 | +14 |
|  | 9.  | Levante            | 38 | 38 | 15 | 8  | 15 | 36 | 37 | -1  |
|  | 10. | Real Oviedo        | 37 | 38 | 11 | 15 | 12 | 37 | 39 | -2  |
|  | 11. | Castilla           | 36 | 38 | 14 | 8  | 16 | 50 | 44 | +6  |
|  | 12. | CD Linares         | 36 | 38 | 13 | 10 | 15 | 36 | 42 | -6  |
|  | 13. | Getafe             | 35 | 38 | 10 | 15 | 13 | 41 | 50 | -9  |
|  | 14. | Atlético Madrileño | 35 | 38 | 13 | 9  | 16 | 44 | 55 | -11 |
|  | 15. | Burgos             | 35 | 38 | 13 | 9  | 16 | 47 | 52 | -5  |
|  | 16. | Recreativo Huelva  | 35 | 38 | 12 | 11 | 15 | 33 | 37 | -4  |
|  | 17. | Granada            | 33 | 38 | 10 | 13 | 15 | 33 | 45 | -12 |
|  | 18. | Palencia           | 32 | 38 | 12 | 8  | 18 | 30 | 37 | -7  |
|  | 19. | Barakaldo          | 31 | 38 | 11 | 9  | 18 | 34 | 46 | -12 |
|  | 20. | Ceuta              | 29 | 38 | 11 | 7  | 20 | 33 | 50 | -17 |

## Verdetti
- Castellón,  Cadice e  Racing Santander promosse in Primera División 1981-1982.
- Granada,  Palencia,  Barakaldo e  Ceuta retrocesse in Segunda División B 1981-1982.